# インフィニティ (マッコイ・タイナーのアルバム)
『インフィニティ』（Infinity）は、アメリカ合衆国のジャズ・ピアニスト、マッコイ・タイナーが1995年に録音・発表したスタジオ・アルバム。基本的にはタイナーのレギュラー・トリオにマイケル・ブレッカーを加えたカルテット編成だが、「フライング・ハイ」と「ハッピー・デイズ」には、パーカッショニストのヴァルティーニョ・アナスタシオも参加した。

## 反響・評価
アメリカでは『ビルボード』のジャズ・アルバム・チャートで24位に達した。第38回グラミー賞では、本作が最優秀ジャズ・インストゥルメンタル・パフォーマンス賞を受賞し、マイケル・ブレッカーは本作収録曲「インプレッションズ」で最優秀ジャズ・インストゥルメンタル・ソロ賞を受賞した。
スコット・ヤナウはオールミュージックにおいて5点満点中4.5点を付け「ブレッカーが参加し、終始力強い演奏を披露したことで、タイナーおよびサイドマン達も大いに鼓舞された」「本作に収録された長尺の"Impressions"における、唸るような演奏は、なぜマイケル・ブレッカーが当代のサクソフォーン奏者達から高く評価されているかの答えを十分に示した好例である」と評している。一方、Bill Kohlhaaseは1995年10月29日付の『ロサンゼルス・タイムズ』紙のレビューで4点満点中2.5点を付け、ブレッカーの演奏に関して「意外性も物語性もない」と批判し「サクソフォーン奏者を無視すれば、タイナーの才気が存分に表れている」と評している。

## 収録曲
特記なき楽曲はマッコイ・タイナー作。
1. フライング・ハイ - "Flying High" - 10:15
2. アイ・ミーン・ユー - "I Mean You" (Thelonious Monk) - 7:19
3. ホエア・イズ・ラヴ - "Where Is Love" - 5:32
4. チェンジズ - "Changes" - 9:46
5. ブルース・ストライド - "Blues Stride" - 3:38
6. ハッピー・デイズ - "Happy Days" - 9:43
7. インプレッションズ - "Impressions" (John Coltrane) - 11:13
8. メロウ・マイナー - "Mellow Minor" - 9:21
9. グッド・モーニング・ハートエイク - "Good Morning, Heartache" (Dan Fisher, Ervin Drake, Irene Higginbotham) - 5:27

## 参加ミュージシャン
- マッコイ・タイナー - ピアノ
- マイケル・ブレッカー - テナー・サクソフォーン
- エイヴリィ・シャープ - ベース、エレクトリックベース
- アーロン・スコット - ドラムス
- ヴァルティーニョ・アナスタシオ - コンガ、パーカッション(on #1, #6)